# Argiolestes tristis
Argiolestes tristis е вид водно конче от семейство Megapodagrionidae.

## Разпространение
Видът е разпространен в Индонезия.